# Partido Popular (Spanien)
Die spanische Volkspartei (spanisch Partido Popular, kurz PP) ist eine konservative und christdemokratische politische Partei in Spanien. Sie ging 1989 durch Umbenennung aus der 1976 von Manuel Fraga Iribarne gegründeten rechtskonservativen Alianza Popular (AP, „Volksallianz“) hervor.
Die PP ist ein Mitglied der Europäischen Volkspartei (EVP); ihre Abgeordneten im Europäischen Parlament sind Mitglieder der EVP-Fraktion. Die PP ist auch ein Mitglied der Christlich Demokratischen Internationalen und der Internationalen Demokratischen Union.

## Alianza Popular (1975–1988)

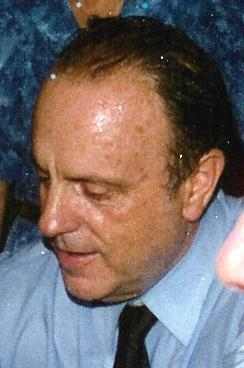
Manuel Fraga Iribarne in der Zeit der Transición (Jahr unbekannt)

Nach dem Tod Francisco Francos 1975 begann unter König Juan Carlos I. der Prozess der Umwandlung der franquistischen Diktatur in eine parlamentarische Monarchie, die so genannte Transición. Im Jahr 1976 wurde in Spanien die Bildung politischer Parteien wieder zugelassen. In diesem Jahr entstand in Spanien ein Parteienspektrum von links bis rechts. Während auf der Linken die zum Teil schon in der Illegalität existierenden Parteien legalisiert bzw. neu gegründet wurden, entstanden auf der Rechten viele kleinere Gruppierungen, unter anderem die Reforma Democrática, gegründet vom ehemaligen Minister unter Franco Manuel Fraga Iribarne (1922–2012). Fraga war damals Innenminister und Vize-Ministerpräsident der ersten Regierung von Adolfo Suárez unter König Juan Carlos I.
Franz Josef Strauß unterstützte mit Hilfe der CSU-nahen Hanns-Seidel-Stiftung aktiv die Gründung der Alianza Popular, um rechtsorientierte und rechtskonservative Gruppen in Spanien zu bündeln, was vonseiten der CDU-nahen Konrad-Adenauer-Stiftung jedoch als „kein förderungswürdiger Verein“ kritisiert wurde und man bei einigen Mitgliedern der Gruppierung auch anzweifelte, ob sie Demokraten wären. Die CDU verweigerte deshalb der CSU und der Alianza Popular ihre Unterstützung und setzte auf die eher gemäßigten und nicht zu weit rechts angesiedelten christdemokratischen Gruppen in Spanien, welche sich zur Equipo Demócrata Cristiano del Estado Español zusammengeschlossen hatten.
Im Herbst 1976 vereinigten sich Reforma Democrática, Unión del Pueblo Español, Acción Democrática Española, Democracia Social, Acción Regional, Unión Social Popular, Unión Nacional Española und einige Kleinstgruppen zur neuen rechtskonservativen Alianza Popular (AP).
Sechs dieser sieben Parteien standen unter der Führung ehemaliger Minister der Franco-Diktatur: Manuel Fraga Iribarne (Reforma Democrática), Cruz Martínez Esteruelas (1932–2010; Unión del Pueblo Español), Federico Silva Muñoz (1923–2017; Acción Democrática Española), Licinio de la Fuente de la Fuente (1923–2015; Democracia Social), Laureano López Rodó (1920–2010; Acción Regional) und Gonzalo Fernández de la Mora (1924–2002; Unión Nacional Española). Die Alianza Popular entwickelte sich in der Folge zu einem Sammelbecken der ehemaligen Eliten des Franquismus, bekannte sich aber zu den von König Juan Carlos I. eingeleiteten demokratischen Reformen.
- Bei den ersten demokratischen Parlamentswahlen 1977 erreichte Alianza Popular nur 8,2 %, was allgemein auf die starke Ablehnung der Bevölkerung gegenüber den alten franquistischen Eliten zurückgeführt wird.
- Bei den Wahlen 1979 trat die Partei in einem mit anderen rechtskonservativen Parteien formierten Wahlbündnis, der Coalición Democrática (CD) an; Spitzenkandidat war Fraga. Bei diesen Wahlen erreichte das Bündnis 6 % der Stimmen und 10 Sitze im Parlament.
- Im Jahr 1982 bildete die Volksallianz mit der Demokratischen Volkspartei (Partido Demócrata Popular) und der Liberalen Partei (Partido Liberal) ein neues Wahlbündnis, die Coalición Popular. Diese Wahlen führten zu einer PSOE-Regierung und verschärften die Krise der AP.

## Partido Popular (1989 bis heute)
Im Januar 1989 erfolgte zur Krisenbewältigung die Umbenennung der Alianza Popular in „Partido Popular“ (PP). Im folgenden Jahr übergab Fraga die Führung der Partei an José María Aznar. Auch Aznar wurde wie viele seiner politischen Weggefährten vom Franquismus geprägt, er war Funktionär in der franquistischen Studentenorganisation (FES) und sprach sich während der Zeit der Transicion mehrfach öffentlich gegen den Übergang zur Demokratie aus. Aznar war bereits zwischen 1982 und 1987 Generalsekretär der Alianza Popular und danach von 1987 bis 1989 Regierungschef von Kastilien-León gewesen.
Die Partido Popular versteht sich heute als eine christlich-konservative Partei, die sich besonders im Verlauf der 1990er Jahre zunehmend am Modell anderer christlich-demokratischer Volksparteien in Europa orientierte. Programmatisch zeigt die Partei ein (allerdings in der Legislaturperiode 1996–2000 aufgrund der Mehrheitsverhältnisse, die eine Duldung der PP-Regierung durch die katalanische Partei CiU, durch die baskischen Nationalisten (PNV) sowie die Coalición Canaria nötig machten, vorübergehend zurückhaltendes) antiregionalistisches und stark wirtschaftsliberales Profil und tritt dabei insbesondere für Deregulierung und Einhaltung einer straffen Haushaltsdisziplin ein. Außenpolitisch suchte die Partei – etwa hinsichtlich des Irakkriegs – bis sie die Wahlen im März 2004 verlor, Nähe zum Kurs des amerikanischen Präsidenten George W. Bush.

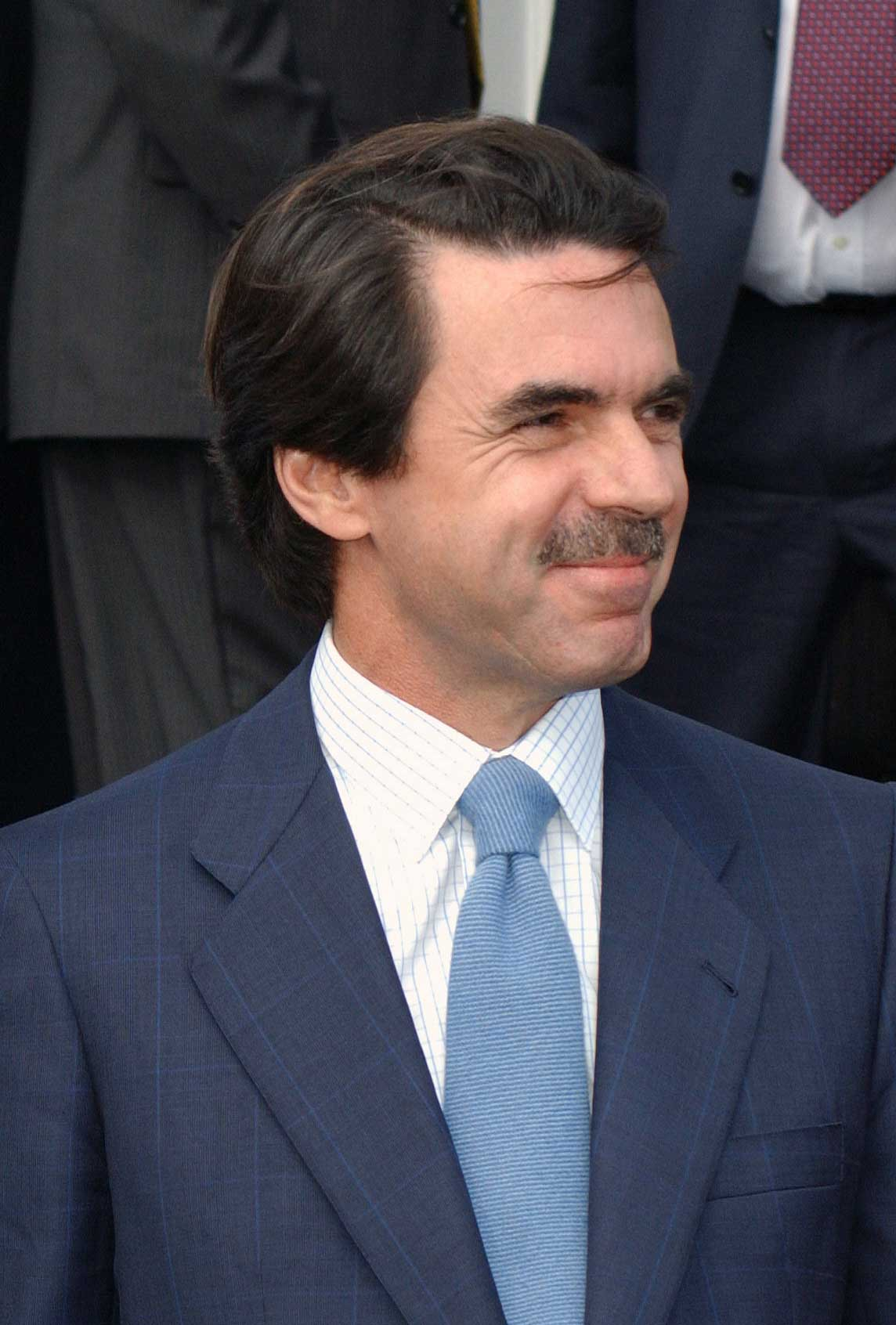
José María Aznar (2003)

### Regierungszeit (1996–2004)
Bei den vorgezogenen Parlamentswahlen am 3. März 1996 wurde die PP mit einem Stimmenanteil von 38,8 % (156 Abgeordnete von insgesamt 351) zur stärksten Fraktion, erlangte aber nicht die absolute Mehrheit. Mit Hilfe einiger kleinerer regionalistischer Parteien wie der katalanischen Convergència i Unió (CiU) wurde José María Aznar am 5. Mai 1996 zum spanischen Ministerpräsidenten gewählt. Er löste damit den seit 1982 regierenden Felipe González von der sozialistischen Partei (PSOE) ab.
Bei den Parlamentswahlen am 12. März 2000 konnte die PP mit 45,2 % das Wahlergebnis von 1996 nochmals verbessern und erreichte mit 183 der insgesamt 350 Sitze im Abgeordnetenhaus das bis dahin beste Wahlergebnis. Die Regierung unter José María Aznar war damit nicht mehr auf die Unterstützung der Regionalparteien angewiesen.
Im Herbst 2002 zog der Untergang des Öltankers Prestige vor der Küste von Galicien ein schlechtes Krisenmanagement der PP-Regierung und eine Verharmlosung der sich daraus ergebenden Umweltkatastrophe nach sich.
Mit der Unterstützung für den Irakkrieg der USA manövrierte sich die PP-Regierung zu Beginn des Jahres 2003 erneut ins politische Abseits, da die Bevölkerung Spaniens mit überwältigender Mehrheit (auch unter den PP-Wählern) gegen den Krieg war. Aznars Regierung beteiligte sich trotz landesweiter Massendemonstrationen aktiv an den politischen Kriegsvorbereitungen (siehe Irak-Krise 2003).
Am 20. November 2002 befürwortete die PP im spanischen Unterhaus erstmals einen Beschluss, mit dem Francos Putsch im Juli 1936 und die Franco-Diktatur verurteilt wurden. Im August 2003 wurde bekannt, dass die Regierung Aznar die Stiftung Fundación Nacional Francisco Franco, die ihre Aufgabe in der Pflege des Andenkens an den Diktator Francisco Franco sieht, über das Kulturministerium mehrere Jahre mit erheblichen Subventionen unterstützt hatte.
Dank eines überdurchschnittlich hohen Wirtschaftswachstums sank während der acht Regierungsjahre Aznars die Arbeitslosigkeit von 22 % auf 11 %. Die Erlöse aus der Privatisierung staatlicher Unternehmen (Repsol, Endesa, Telefónica, Iberia) machten eine Reduzierung der Staatsverschuldung und der Defizite möglich. Der rigorose Sparkurs seiner Regierung ermöglichte den Beitritt Spaniens zur europäischen Währungsunion. Auch die Gewerkschaften leisteten ihren Beitrag, indem sie neuen Jobs den Vorzug gegenüber Lohnerhöhungen gaben. In der Regierungszeit der Partido Popular unter Aznar war Spanien auch größter Nettoempfänger von EU-Zahlungen, was als Wachstum auf Kosten anderer kritisiert wurde. Beobachter warnten auch bereits während der Regierungszeit Aznars, dass das Wirtschaftswachstum allzu einseitig auf einem Boom im Bausektor basiere. Dieser Boom, der sich auch unter Aznars sozialistischem Nachfolger Zapatero fortsetzte, erwies sich letztlich als eine Immobilienblase und platzte in der Finanzkrise ab 2007.
Während Aznars Amtszeit wurde zudem die Wehrpflicht ausgesetzt und eine Berufsarmee eingeführt.

### Opposition (2004–2011)
Zu den spanischen Parlamentswahlen vom 14. März 2004 bewarb sich Mariano Rajoy als Spitzenkandidat der Volkspartei für das Amt des Ministerpräsidenten, nachdem Aznar erklärt hatte, nicht erneut kandidieren zu wollen. Am 11. März, drei Tage vor den geplanten Wahlen, kam es zum verheerendsten Terroranschlag in der spanischen Geschichte (Madrider Zuganschläge), dessen Urheber eine radikal islamische Splittergruppe war. Ins Visier der Islamisten war Spanien wegen der kompromisslosen Unterstützung des von den USA initiierten Irakkrieges durch die PP-Regierung geraten. Die PP legte sich allerdings in der offiziellen Linie auf eine Urheberschaft der baskischen Terrororganisation ETA fest, um bei den unmittelbar bevorstehenden Wahlen nicht wegen der Irakkriegsunterstützung und der mangelhaften Terrorismusbekämpfung Wählerstimmen zu verlieren. In den Tagen bis zur Wahl kam es zu einer regelrechten Desinformationskampagne vonseiten der PP mit dem Ziel, die öffentliche Meinung hinsichtlich einer ETA-Urheberschaft zu beeinflussen. So wurden spanische Diplomaten in aller Welt vom Außenministerium instruiert, nur diese Version zu verbreiten, und Innenminister Angel Acebes verbreitete sämtliche neuen Erkenntnisse zusammen mit deutlichen ETA-Beschuldigungen, für die sich allerdings zunehmend weniger Menschen empfänglich zeigten. Bis zur Wahl fanden in ganz Spanien Massendemonstrationen und Trauermärsche statt, die sich zum Teil gegen die ETA, zunehmend aber gegen die Desinformationspolitik der Regierung wandten.
Die Stimmabgabe unter dem Eindruck der Geschehnisse an den drei letzten Tagen vor der Wahl führte zu einer deutlichen Wahlniederlage für die Volkspartei, welche zuvor noch in der Mehrzahl der Umfragen mit scheinbar uneinholbarem Vorsprung geführt hatte. Die spanischen Sozialisten unter ihrem Spitzenkandidaten José Luis Rodríguez Zapatero verzeichneten einen deutlichen Stimmenvorsprung; die Wahlbeteiligung war deutlich höher als erwartet. Obwohl sich auch später keine Hinweise auf eine Beteiligung der ETA ergaben, wurde die Verschwörungsthese einer Zusammenarbeit von ETA und al-Qaida von der PP weiterhin verbreitet.
Die seit 2004 betriebene Oppositionspolitik der PP beurteilen politische Beobachter als in weiten Teilen durch einen polemischen Stil geprägt; sie beruhe weitgehend auf einer radikalen Ablehnung aller Regierungsinitiativen. 2007 waren die wichtigsten Themen der Volkspartei im Vorfeld der anstehenden Wahlen der Kampf gegen ETA, der seit dem Scheitern der Friedensverhandlungen wieder an Bedeutung gewonnen hat und die Verteidigung der Einheit Spaniens und der Monarchie als deren Symbol gegen eine von Vertretern der PP als schädlich und exzessiv betrachtete regionale Autonomie. Auch die Inflation und die wirtschaftliche Gesamtlage wurden thematisiert.
Eine ausdrückliche Verurteilung des Franquismus lehnt die Volkspartei ab. Im Oktober 2007 lehnte die Partei im spanischen Parlament das Gesetz Ley de Memoria Histórica großteils ab, das die Entfernung von Symbolen der Franco-Diktatur (Franco-Denkmäler, Straßennamen usw.) aus dem öffentlichen Leben vorschreibt und die Urteile aus dieser Zeit für zwar juristisch bindend, aber moralisch illegitim erklärt. Die Begründung lautete, das Gesetz diene nur dazu, „alte Wunden wieder aufzureißen“ und die „spanische Gesellschaft zu spalten“.
Bei den Wahlen 2008 konnte die PP ihr Ergebnis zwar verbessern und gewann von allen Parteien die meisten Sitze hinzu, blieb aber erneut hinter der PSOE, die ebenfalls Sitze hinzugewinnen konnte. Daraufhin kam es zu einem kurzen innerparteilichen Machtkampf, bei dem sich jedoch Parteichef Mariano Rajoy durchsetzen konnte. Verschiedene andere prominente Parteimitglieder, die sich in den vorherigen Jahren für einen harten Oppositionskurs eingesetzt hatten, etwa Generalsekretär Ángel Acebes und Fraktionssprecher Eduardo Zaplana, verließen die aktive Politik.
Im Jahr 2009 wurde die Partei vom Fall Gürtel erschüttert, einem großen Spenden- und Schmiergeldskandal, in den unter anderem die PP-geführten Regierungen in den Regionen Madrid und Valencia verwickelt waren. Auch gegen PP-Mitglieder und ehemalige Regierungsmitglieder auf den Balearen laufen Verfahren wegen Korruption; der ehemalige Präsident der Balearen, Jaume Matas, der inzwischen von der PP ausgeschlossen wurde, wurde im März 2012 zu sechs Jahren Haft verurteilt.

### Regierungszeit (2011 – 2018)
Bei den Parlamentswahlen 2011 gewann die PP unter ihrem Spitzenkandidaten Mariano Rajoy die absolute Mehrheit der Sitze (186 von 350). Bei den Parlamentswahlen 2015 verlor die Partei ihre absolute Mehrheit und büßte ca. 15 Prozentpunkte ein. Nachdem eine Regierungsbildung nicht gelungen war, wurden Neuwahlen für den 26. Juni 2016 anberaumt. Bei dieser Wahl wurde die PP mit 33,03 % wieder stärkste Kraft. Am 29. Oktober 2016 wurde Mariano Rajoy vom Parlament als Chef einer Minderheitsregierung erneut zum Ministerpräsidenten gewählt.
Wegen der erwähnten illegalen Parteienfinanzierung in der Zeit zwischen 1999 und 2009 wurde der PP im Mai 2018 zur Zahlung eines Bußgelds von 245.000 Euro verurteilt. Mehrere frühere Regionalpolitiker der PP sowie der ehemalige Schatzmeister erhielten hohe Gefängnisstrafen. Der Vorsitzende der oppositionellen Sozialisten (PSOE), Pedro Sánchez, nahm die Urteile zum Anlass für ein Misstrauensvotum gegen Mariano Rajoy, mit dem dessen Regierung am 1. Juni 2018 gestürzt wurde. Sánchez wurde anschließend Ministerpräsident einer Minderheitsregierung unter Führung der Sozialisten.

## Regionale Bedeutungsunterschiede
Die PP ist in allen Parlamenten der Autonomen Gemeinschaften vertreten. In den Autonomen Gemeinschaften Andalusien, Galicien, La Rioja und Madrid regiert sie mit absoluter Mehrheit, ebenso wie in der Autonomen Stadt Melilla. In den Autonomen Gemeinschaften Balearische Inseln, Kantabrien, Murcia und der Autonomen Stadt Ceuta stellt die PP eine Minderheitsregierung. In Aragonien, Extremadura, Kastilien und León und Valencia ist sie Seniorpartner in einer Koalitionsregierung mit Vox. Ebenso gehört sie als Juniorpartner in einer von der Coalición Canaria angeführten Koalition der Regierung der Kanaren an. In Asturien, dem Baskenland, Kastilien-La Mancha, Katalonien und Navarra befindet sie sich in der Opposition. 
Während die PP in den meisten Regionen neben der PSOE zu den wichtigsten politischen Parteien gehört, ist sie in zwei Autonomen Gemeinschaften, die ein weitgehendes Bedürfnis nach Autonomie haben und in denen manche Parteien für eine Loslösung vom spanischen Staat eintreten, deutlich schwächer: So steht die PP in Katalonien und dem Baskenland lediglich an vierter Stelle im Parteienspektrum. Ursache hierfür ist, dass sich die Partei strikt gegen die in diesen Regionen vorhandenen regionalistischen bzw. separatistischen Tendenzen stellt und eine von Kritikern als Zentralismus oder spanischer Nationalismus klassifizierte Linie verfolgt, welche die „Einheit und Unteilbarkeit der spanischen Nation“ betont. Eine Leitlinie der PP-Politik ist die kompromisslose Bekämpfung der baskischen Terrororganisation ETA, der Suche nach Verhandlungslösungen in diesem Konflikt steht die Partei grundsätzlich ablehnend gegenüber. Sie fordert auch ein automatisches Verbot sämtlicher Kandidatenlisten (mit Ausnahme der Kleinpartei Aralar), die bei Wahlen baskisch-linksnationalistische (izquierda abertzale) Positionen vertreten und daher ohne Überprüfung der formalen Organisationsstruktur a priori als Nachfolgepartei der verbotenen Parteien Batasuna, EHAK und ANV anzusehen seien.
In der ebenfalls „historischen autonomen Gemeinschaft“ Galicien regiert die PP mit absoluter Mehrheit; diese Region ist seit der Gründung eine ihrer Hochburgen.
In der Autonomen Gemeinschaft Navarra hatte die PP 1982 ein Bündnis mit der Regionalpartei Unión del Pueblo Navarro (UPN) abgeschlossen, wonach beide Parteien bei Wahlen gemeinsam antreten und Fraktionsgemeinschaften bilden würden; 1991 wurde der navarresische PP-Regionalverband aufgelöst und mit der UPN vereinigt. Aufgrund von Uneinigkeiten zwischen beiden Parteien über die Abstimmung zum Haushaltsplan der Regierung Zapatero für 2009 (bei der die PP mit Nein stimmte und die UPN sich enthielt) löste die PP dieses Bündnis im Oktober 2008 jedoch auf und baute einen eigenen Regionalverband auf. Bei den Regional- und Kommunalwahlen 2011 erreichte man 7,3 % der Stimmen.
In der Region Asturien führte ein Zerwürfnis zwischen dem ehemaligen Generalsekretär der PP und Minister im Kabinett von José María Aznar, Francisco Alvárez-Cascos Fernández, und der Parteiführung im Vorfeld der Regional- und Kommunalwahlen 2011, zu einer Abspaltung mehrerer Parteimitglieder und der Neugründung der Partei Foro de Ciudadanos und dem asturianischen Regionalverband mit der Bezeichnung Foro Asturias (FAC). Der PP selbst verlor daraufhin bei der Regionalwahl rund 21,5 % der Stimmen und kam nur auf einen Anteil von 20 %. FAC hingegen gewann die Wahl mit 29,8 %.

## Wahlergebnisse
| Jahr | Region              | Stimmen   | Anteil | Mandate | Platz |
| ---- | ------------------- | --------- | ------ | ------- | ----- |
| 2022 | Andalusien          | 1.589.272 | 43,1 % | 58/109  | 1.    |
| 2023 | Aragonien           | 237.817   | 35,6 % | 28/67   | 1.    |
| 2023 | Asturien            | 175.131   | 32,7 % | 17/45   | 2.    |
| 2023 | Balearen            | 161.267   | 35,8 % | 25/59   | 1.    |
| 2024 | Baskenland          | 97.149    | 9,2 %  | 7/75    | 4.    |
| 2023 | Ceuta               | 11.774    | 34,4 % | 9/25    | 1.    |
| 2023 | Extremadura         | 237.784   | 38,9 % | 28/65   | 2.    |
| 2024 | Galicien            | 711.713   | 47,4 % | 40/75   | 1.    |
| 2023 | Kanaren             | 176.308   | 19,4 % | 15/70   | 3.    |
| 2023 | Kantabrien          | 116.198   | 35,8 % | 15/35   | 1.    |
| 2023 | Kastilien-La Mancha | 366.312   | 33,7 % | 12/33   | 2.    |
| 2022 | Kastilien-León      | 382.157   | 31,4 % | 31/81   | 1.    |
| 2024 | Katalonien          | 342.584   | 11,0 % | 15/135  | 4.    |
| 2023 | La Rioja            | 76.205    | 45,4 % | 17/33   | 1.    |
| 2023 | Madrid              | 1.599.186 | 47,4 % | 70/135  | 1.    |
| 2023 | Melilla             | 15.555    | 52,7 % | 14/25   | 1.    |
| 2023 | Murcia              | 293.051   | 42,8 % | 21/45   | 1.    |
| 2023 | Navarra             | 24.019    | 7,3 %  | 3/50    | 5.    |
| 2023 | Valencia            | 881.893   | 35,8 % | 40/99   | 1.    |

| Jahr        | Stimmen    | Anteil | Mandate | Platz |
| ----------- | ---------- | ------ | ------- | ----- |
| 1989        | 5.285.972  | 25,8 % | 107/350 | 2.    |
| 1993        | 8.201.463  | 34,7 % | 141/350 | 2.    |
| 1996        | 9.716.006  | 38,8 % | 156/350 | 1.    |
| 2000        | 10.321.178 | 44,5 % | 183/350 | 1.    |
| 2004        | 9.763.144  | 37,7 % | 148/350 | 2.    |
| 2008        | 10.278.010 | 40,0 % | 154/350 | 2.    |
| 2011        | 10.866.566 | 44,6 % | 186/350 | 1.    |
| 2015        | 7,236,965  | 28,7 % | 123/350 | 1.    |
| 2016        | 7,941,236  | 33,0 % | 137/350 | 1.    |
| 2019 (Apr.) | 4.373.653  | 16,7 % | 66/350  | 2.    |
| 2019 (Nov.) | 5.047.040  | 20,8 % | 89/350  | 2.    |
| 2023        | 8.160.837  | 33,1 % | 137/350 | 1.    |

| Jahr | Stimmen   | Anteil | Mandate | Platz |
| ---- | --------- | ------ | ------- | ----- |
| 1989 | 3.395.015 | 21,4 % | 15/60   | 2.    |
| 1994 | 7.453.900 | 40,1 % | 28/64   | 1.    |
| 1999 | 8.410.993 | 39,7 % | 27/64   | 1.    |
| 2004 | 6.393.192 | 41,2 % | 24/54   | 2.    |
| 2009 | 6.670.377 | 42,1 % | 24/54   | 1.    |
| 2014 | 4.098.339 | 26,1 % | 16/54   | 1.    |
| 2019 | 4.519.205 | 20,2 % | 13/59   | 2.    |